# Самсон 137
Самсон 137 (англ. Samson 137) — індіанська резервація в Канаді, у провінції Альберта, у межах муніципального району Понока.

## Населення
За даними перепису 2016 року, індіанська резервація нараховувала 3373 особи, показавши скорочення на 10,0%, порівняно з 2011-м роком. Середня густина населення становила 26,3 осіб/км².
З офіційних мов обидвома одночасно володіли 10 жителів, тільки англійською — 3 355. Усього 710 осіб вважали рідною мовою не одну з офіційних, з них 695 — одну з корінних мов.
Працездатне населення становило 42,7% усього населення, рівень безробіття — 23,1%.
Середній дохід на особу становив $19 837 (медіана $14 645), при цьому для чоловіків — $17 183, а для жінок $22 405 (медіани — $9 835 та $18 539 відповідно).
15,4% мешканців мали закінчену шкільну освіту, не мали закінченої шкільної освіти — 51,6%, 33,3% мали післяшкільну освіту, з яких 12,4% мали диплом бакалавра, або вищий.
| Статево-вікова структура населення | Статево-вікова структура населення | Статево-вікова структура населення | Статево-вікова структура населення | Статево-вікова структура населення |
| ---------------------------------- | ---------------------------------- | ---------------------------------- | ---------------------------------- | ---------------------------------- |
|                                    |                                    |                                    |                                    |                                    |
| Всього                             | Всього                             | 51,9%48,1%                         |                                    |                                    |
| 0 — 14 років                       | 0 — 14 років                       |                                    | 35,3%                              | 35,3%                              |
| 15 — 64 років                      | 15 — 64 років                      |                                    | 60,7%                              | 60,7%                              |
| 65 і більше                        | 65 і більше                        |                                    | 4%                                 | 4%                                 |
| 85 і більше                        | 85 і більше                        |                                    | 0,1%                               | 0,1%                               |
| Середній вік (років)               | Середній вік (років)               | 26,428,0                           | 27,2                               | 27,2                               |
| Медіана (років)                    | Медіана (років)                    | 22,224,3                           | 23,2                               | 23,2                               |
| — чоловіки — жінки                 |                                    |                                    |                                    |                                    |

| Походження мешканців:     | Походження мешканців:     | Походження мешканців: | Походження мешканців: | Походження мешканців: |
| ------------------------- | ------------------------- | --------------------- | --------------------- | --------------------- |
| Походження                |                           |                       | осіб                  | %                     |
| Корінні американці        | Корінні американці        |                       | 3 325                 | 98.81%                |
| Інше північноамериканське | Інше північноамериканське |                       | 10                    | 0.3%                  |
| Європейське               | Європейське               |                       | 180                   | 5.35%                 |
| британське                | британське                |                       | 85                    | 2.53%                 |
| французьке                | французьке                |                       | 50                    | 1.49%                 |
| Латинськоамериканське     | Латинськоамериканське     |                       | 10                    | 0.3%                  |
| Карибське                 | Карибське                 |                       | 15                    | 0.45%                 |

## Клімат
Середня річна температура становить 2,8°C, середня максимальна – 21°C, а середня мінімальна – -19,3°C. Середня річна кількість опадів – 489 мм.
| Клімат поселення                              | Клімат поселення | Клімат поселення | Клімат поселення | Клімат поселення | Клімат поселення | Клімат поселення | Клімат поселення | Клімат поселення | Клімат поселення | Клімат поселення | Клімат поселення | Клімат поселення | Клімат поселення |
| Показник                                      | Січ.             | Лют.             | Бер.             | Квіт.            | Трав.            | Черв.            | Лип.             | Серп.            | Вер.             | Жовт.            | Лист.            | Груд.            |                  |
| Середній максимум, °C                         | −6,27            | −2,86            | 2,15             | 10,58            | 16,58            | 20,62            | 21,00            | 20,44            | 15,41            | 10,06            | 0,49             | −5,29            |                  |
| Середня температура, °C                       | −12,8            | −9,4             | −4,4             | 4,00             | 10,04            | 14,10            | 15,89            | 15,30            | 10,30            | 4,91             | −4,61            | −10,4            |                  |
| Середній мінімум, °C                          | −19,34           | −15,91           | −10,9            | −2,5             | 3,51             | 7,56             | 10,76            | 10,22            | 5,19             | −0,17            | −9,73            | −15,52           |                  |
| Норма опадів, мм                              | 25               | 17               | 24               | 29               | 52               | 79               | 97               | 62               | 43               | 23               | 21               | 17               |                  |
| Середньомісячна швидкість вітру, м/с          | 3.30             | 3.33             | 3.50             | 3.80             | 3.80             | 3.50             | 3.11             | 3.00             | 3.20             | 3.48             | 3.50             | 3.40             |                  |
| Середньомісячна сонячна радіація, кДж/м²·день | 3628             | 7196             | 12317            | 17389            | 20564            | 21989            | 22452            | 18927            | 12973            | 7803             | 3996             | 2722             |                  |
| --------------------------------------------- | ---------------- | ---------------- | ---------------- | ---------------- | ---------------- | ---------------- | ---------------- | ---------------- | ---------------- | ---------------- | ---------------- | ---------------- | ---------------- |
| Джерело:                                      |                  |                  |                  |                  |                  |                  |                  |                  |                  |                  |                  |                  |                  |